# Parafia św. Eufrozyny Połockiej w Wilnie
Parafia św. Eufrozyny Połockiej – prawosławna parafia w dekanacie wileńskim miejskim eparchii wileńskiej i litewskiej. 
Cerkiew św. Eufrozyny Połockiej powstała jako parafialna w 1837 i pełniła tę funkcję do 1923, kiedy została przyporządkowana jako świątynia pomocnicza do parafii św. Aleksandra Newskiego w Wilnie. Ponownie uzyskała status parafialnej w 1946. Po zamknięciu cerkwi św. Aleksandra Newskiego była to jedyna czynna prawosławna placówka duszpasterska w południowej części Wilna. Liczyła ok. 300 parafian. Władze znacjonalizowały również należące do parafii nieruchomości (w tym cztery domy). 
Od 1994 przy parafii działa szkoła niedzielna. Po upadku ZSRR funkcje sakralne ponownie zaczęła pełnić cerkiew św. Tichona Zadońskiego w Wilnie, będąca cerkwią pomocniczą parafii św. Eufrozyny. W 1997 cerkiew parafialną odwiedził patriarcha Moskwy Aleksy II.